# Semaine 5
D'après la norme ISO 8601, une semaine débute un lundi et s'achève un dimanche, et une semaine dépend d'une année lorsqu'elle place une majorité de ses sept jours dans l'année en question, soit au moins quatre. Dès lors, la semaine 5 est la semaine du cinquième jeudi de l'année. Ce faisant, elle suit la semaine 4 et précède la semaine 6 de la même année.
Elle commence au plus tôt le 26e jour du mois de janvier et au plus tard le 1er jour du mois suivant, une journée qu'elle contient systématiquement. En effet, elle se termine au plus tôt le 1er février et au plus tard le 7. Dans ce contexte, la semaine 5 est toujours la semaine du 1er février.

## Notations normalisées
La semaine 5 dans son ensemble est notée sous la forme W05 pour abréger.
| Jour de la semaine 5 | Notation |
| -------------------- | -------- |
| Lundi                | W05-1    |
| Mardi                | W05-2    |
| Mercredi             | W05-3    |
| Jeudi                | W05-4    |
| Vendredi             | W05-5    |
| Samedi               | W05-6    |
| Dimanche             | W05-7    |

## Cas de figure
| Cas | Le cinquième jeudi de l'année tombe… | Le 1er janvier est… | L'année est une année… | La semaine 5 débute… | La semaine 5 s'achève…  | Premier cas après 2008 |
| --- | ------------------------------------ | ------------------- | ---------------------- | -------------------- | ----------------------- | ---------------------- |
| 1   | Le 29 janvier                        | Un jeudi            | D ou DC                | Le lundi 26 janvier  | Le dimanche 1er février | 2009                   |
| 2   | Le 30 janvier                        | Un mercredi         | E ou ED                | Le lundi 27 janvier  | Le dimanche 2 février   | 2014                   |
| 3   | Le 31 janvier                        | Un mardi            | F ou FE                | Le lundi 28 janvier  | Le dimanche 3 février   | 2008                   |
| 4   | Le 1er février                       | Un lundi            | G ou GF                | Le lundi 29 janvier  | Le dimanche 4 février   | 2018                   |
| 5   | Le 2 février                         | Un dimanche         | A ou AG                | Le lundi 30 janvier  | Le dimanche 5 février   | 2012                   |
| 6   | Le 3 février                         | Un samedi           | B ou BA                | Le lundi 31 janvier  | Le dimanche 6 février   | 2011                   |
| 7   | Le 4 février                         | Un vendredi         | C ou CB                | Le lundi 1er février | Le dimanche 7 février   | 2010                   |

1. 1 2 3  Dans ce cas précis, l'année compte une semaine 53.